# Grand'Combe-Châteleu
Grand'Combe-Châteleu é uma comuna francesa na região administrativa de Borgonha-Franco-Condado, no departamento de Doubs. Estende-se por uma área de 21,46 km². Em 2010 a comuna tinha 1 513 habitantes (densidade: 70,5 hab./km²).